# Lluerna verda

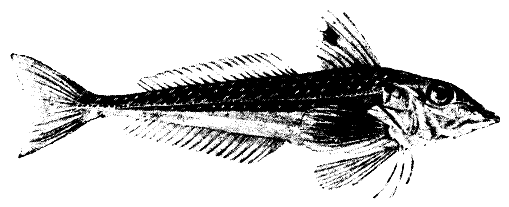
Gravat d'una lluerna verda en una enciclopèdia noruega de 1908

El viret o cap d'ase (Eutrigla gurnardus) és una espècie de peix pertanyent a la família dels tríglids i l'única del gènere Eutrigla.

## Descripció
- Fa 60 cm de llargària màxima (normalment, en fa 30) i 956 g de pes.
- Cap gros sense solc occipital profund.
- Nombre de vèrtebres: 37-39.
- Dors grisenc o verdós pigallat de blanc i ventre blanc.[5][6]

## Reproducció
Té lloc del gener al juny a 25-50 m de fondària, els ous són pelàgics (igual que els juvenils fins a arribar a una longitud de 3 cm) i assoleix la maduresa sexual en arribar als 3-4 anys.

## Alimentació
Menja crustacis (principalment, gambetes i crancs) i peixos (sobretot, gòbids).

## Depredadors
A Irlanda és depredat pel congre (Conger conger) i a Noruega pel bacallà (Gadus morhua) i l'eglefí (Melanogrammus aeglefinus).

## Hàbitat
És un peix marí, demersal i de clima temperat (70°N-20°N, 25°W-42°E) que viu entre 10-340 m de fondària (normalment, entre 10 i 150) en fons sorrencs, rocallosos i fangosos. A l'estiu migra cap a la costa on, de vegades, entra als estuaris.

## Distribució geogràfica
Es troba a l'Atlàntic oriental (des de Noruega fins al Marroc, Madeira i Islàndia), la mar Mediterrània i la mar Negra.

## Costums
- Emet sons semblants als raucs d'una granota.[9]

## Ús comercial
És venut fresc i congelat per a ésser fregit o enfornat.

## Observacions
És inofensiu per als humans.